# 伊東祐実
伊東 祐実（いとう すけざね）は、江戸時代中期の大名。日向国飫肥藩の第5代藩主。

## 略歴
伊東祐久の4男として誕生。兄で4代藩主の祐由に嗣子が無かったため、その養嗣子となる。寛文元年（1661年）兄・祐由の死去によって家督を継いだ。
窮乏の色が見え始めた藩財政を再建するため、積極的な内治政策に取り組もうとしたが、寛文2年（1662年）に大地震・大津波が領内を襲って大被害を受け、さらに薩摩藩と領土の境界をめぐって争うなど、治世は多難を極めた。それでも飫肥城の改築、油津堀川運河の開削、植林事業の奨励、甘藷の食糧自給化、郷士制度の確立、薩摩藩に対する牛の峠境界論争の勝訴・境界確定などに尽力している。
嗣子が無かったため、分家で表向御礼衆交代寄合の兄：祐春の長男・祐崇（祐実の甥・駿河守）を最初は養嗣子としたが、病弱だったために廃嫡し、伊東左門祐信の長男・祐永に祐崇の娘を嫁がせて養嗣子とした。正徳4年（1714年）に祐永に家督を譲って隠居し、享保8年（1723年）9月18日、80歳で死去した。

## 系譜
父母
- 伊東祐久（実父）
- 滝川法直の娘（実母）
- 伊東祐由（養父）

正室、継室
- 秋田盛季の娘（正室）
- 鍋島光茂の娘（継室）

養子、養女
- 伊東祐崇 ー 伊東祐春の長男
- 伊東祐永 ー 伊東祐信の子
- 伊東祐永正室 ー  伊東祐崇の娘